# Bruce Liu
Bruce (Xiaoyu) Liu (en chino: 刘晓禹; pinyin: Liú Xiǎoyǔ; París, 8 de mayo de 1997) es un pianista canadiense. En 2021, ganó el primer premio en el XVIII Concurso Internacional de Piano Frédéric Chopin.

## Biografía
Liu nació en París. Se graduó del Conservatorio de Música de Montreal en la clase de piano de Richard Raymond. Actualmente está estudiando con Đặng Thái Sơn.
Ha interpretado con agrupaciones como la Orquesta de Cleveland, la Orquesta Filarmónica de Israel, la Orquesta Sinfónica de Montreal y la Orquesta de las Américas.
Realizó dos giras por China con la Orquesta Sinfónica Nacional de Ucrania y la Orquesta Sinfónica Académica de la Filarmónica de Lviv, dando conciertos en los principales escenarios chinos. También tocó con la Orchestre Lamoureux en la Salle Gaveau de París.

## Premios y reconocimientos
Es ganador y finalista de varios concursos internacionales, tales como el Concurso Internacional de Música de Sendai, el Concurso Internacional de Música de Montreal y el Concurso Internacional de Piano Arthur Rubinstein en Tel Aviv.
El 20 de octubre de 2021, ganó el primer premio en el XVIII Concurso Internacional de Piano Frédéric Chopin, Tras el anuncio del primer lugar, Liu dijo "Poder tocar a Chopin en Varsovia es una de las mejores cosas que te puedes imaginar."